# Cacalia

Cacalia est un genre de plante à fleurs de la famille des Asteraceae qui est maintenant nomen rejiciendum (nom rejeté) par l'IPNI. Ses espèces se trouvent maintenant réparties dans différents genres,,, appartenant à la tribu des Senecioneae:
Adenostyles
- Adenostyles alliariae (Gouan) A. Kern.
  - Cacalia alliariae Gouan
- Adenostyles alpina (L.) Bluff & Fingerh.
  - Cacalia alpina L.
- Adenostyles briquetii Gamisans
  - Cacalia briquetii (Gamisans) Gamisans
- Adenostyles leucophylla (Willd.) Rchb.
  - Cacalia leucophylla Willd.

Arnoglossum
- Arnoglossum atriplicifolium (L.) H.Rob.

- - Cacalia atriplicifolia L.

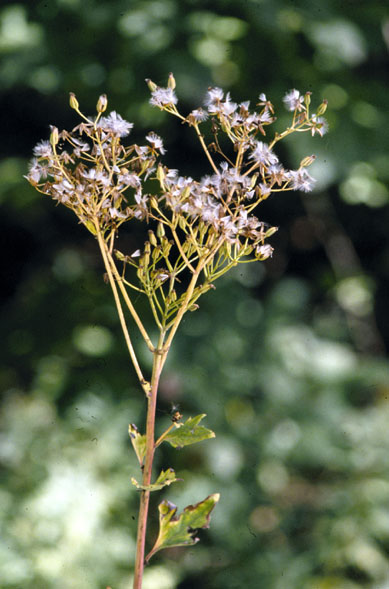
Fleur de Cacalia atriplicifolia.

  - Cacalia rotundifolia (Raf.) House
- Arnoglossum diversifolium (Torr. & Gray) H.Rob.
  - Cacalia diversifolia Torr. & Gray
- Arnoglossum floridanum (Gray) H.Rob. - Cacalia de Floride
  - Cacalia floridana Gray
- Arnoglossum muehlenbergii (Sch.Bip.) H.Rob.
  - Cacalia muehlenbergii (Schultz-Bip.) Fern.
  - Cacalia reniformis Muhl. ex Willd., non Lam.
- Arnoglossum ovatum (Walter) H.Rob.
  - Cacalia elliottii (Harper) Shinners
  - Cacalia lanceolata Nutt.
  - Cacalia ovata Walt.
  - Cacalia tuberosa Nutt.
- Arnoglossum sulcatum (Fernald) H.Rob
  - Cacalia sulcata Fern.

Parasenecio
- Parasenecio delphiniifolius (Siebold & Zucc.) H.Koyama
  - Cacalia delphiniifolia Siebold & Zucc[6].
- Parasenecio forrestii W.W.Sm. & Small[7]
  - Cacalia forrestii (W.W.Sm. & Small) Hand.-Mazz[8].